# 쿠와노 노부요시
쿠와노 노부요시(일본어: 桑野信義 구와노 노부요시[*], 1957년 4월 4일~)는 일본의 배우이다. 이칭은 쿠와맨(桑マン)이다.

## 출연
- 시무라켄의 바보영주(일본어판)
- 시무라켄노 다이죠부다아(일본어판)

## 같이 보기
- 다시로 마사시